# Telera (pan español)

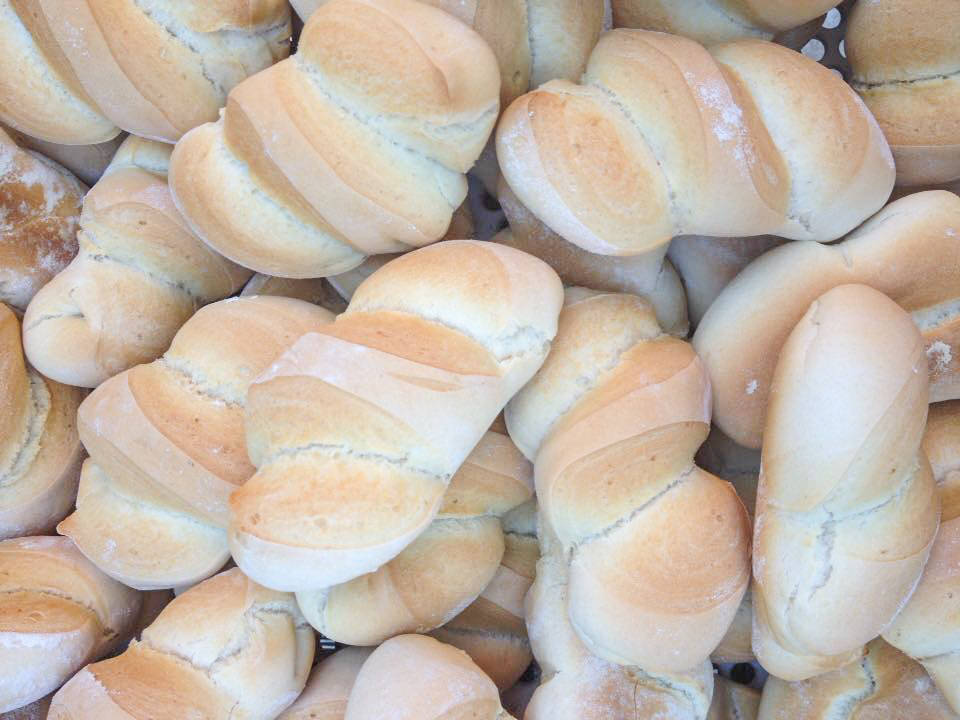
Teleras cordobesas.

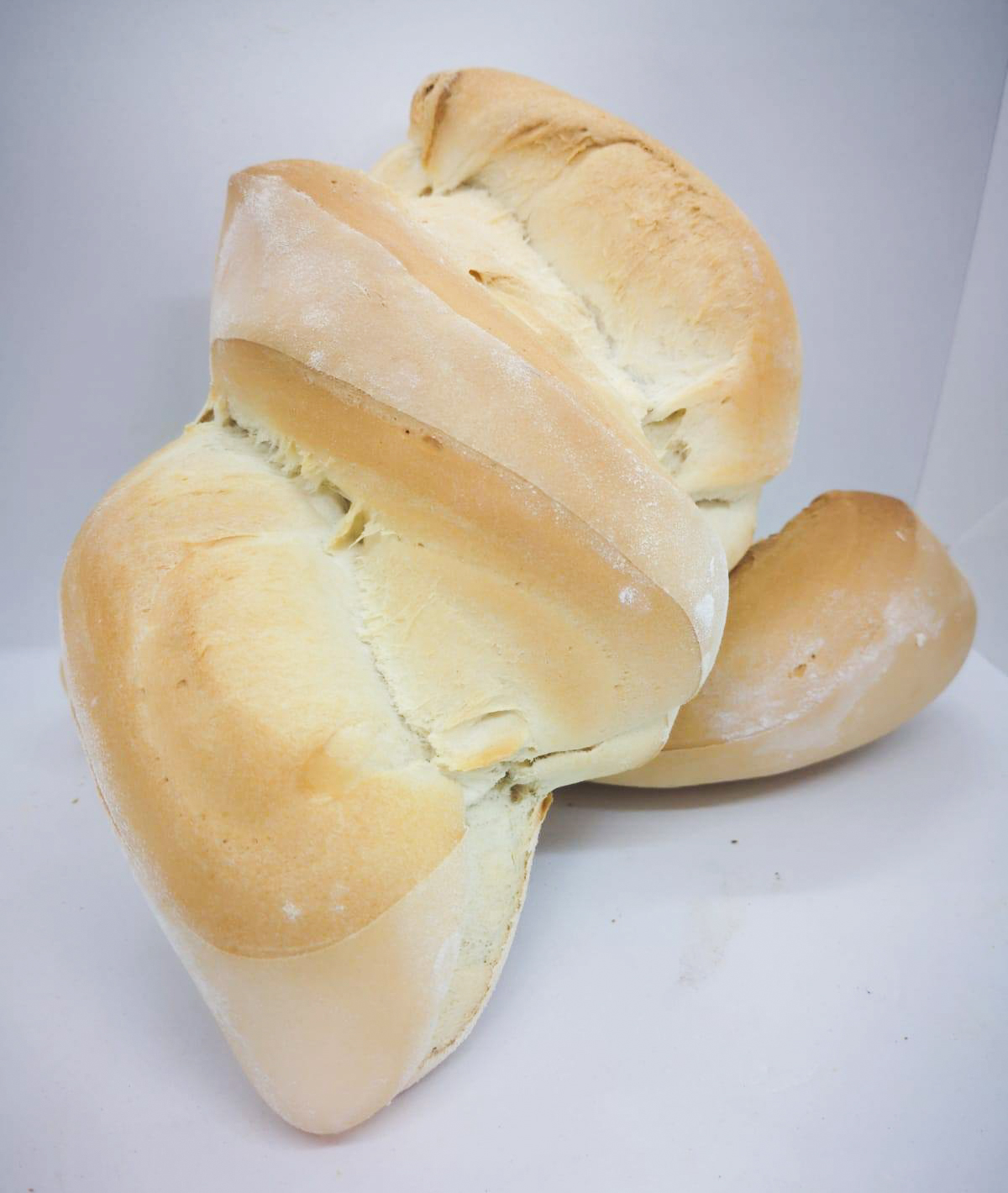
Telera de la panadería Hnos. Fernández, ganadora de la mejor telera cordobesa en 2016.

En España, la telera es un pan de masa bregada típico de la zona de Córdoba (Andalucía). Incluye harina candeal panificable floja (~W130), masa madre, agua, sal y levadura. Su peculiar forma, que se asemeja a una montera (el sombrero tradicional de los toreros), es fruto de los profundos cortes (greñas) que se realizan, generalmente dos, y en diagonal al largo de la pieza. Al ser un pan candeal es bastante duradero, pero cuando se pone duro, es típico de usar para hacer el salmorejo cordobés.

## Características
La telera cordobesa pertenece a la familia de los panes candeales (también llamados bregaos o sobaos), los cuales tienen mucha tradición en Andalucía, Extremadura y las dos Castillas. Estos panes se elaboran con trigo candeal (Triticum turgidum var. Durum L.).

## Etimología
Tradicionalmente se dice que el nombre de telera es una contracción de «tres hileras», ya que consta de dos greñas diagonales que separan la corteza en tres partes. Pero el autor A. Ortega Morán propone una analogía con la «telera» del arado, un travesaño largo de hierro que ayudaba a trabajar a tierra (véase partes del arado romano), y que antiguamente se usaba en sentido figurado como sinónimo de algo alargado. Según la RAE, proviene de *telaria, a su vez de telum, 'espada'. Según el autor y panadero Ibán Yarza, «telera» se refiere a una variedad de panes «cuya característica común es ser alargados».
Erróneamente, el diccionario de la RAE dice que la telera (And. y R. Dom.) es un «pan bazo grande y ovalado». Lo cierto es que aquí se está refiriendo a su homólogo mexicano, la telera mexicana, el cual es un pan bazo pero más grande y ovalado. La telera cordobesa, ni es ovalada y es de la misma masa que el pan bazo (la telera es de harina candeal, el pan bazo es con harina de salvado y moyuelo).

## Usos culinarios
Con rebanadas de este pan se puede preparar el tradicional desayuno andaluz, básicamente aliñándolas con aceite de oliva y azúcar. Una vez sentado el pan, la telera es ideal para usarse como ingrediente del salmorejo cordobés, una crema fría de tomate, pan y otros ingredientes triturados.